# Pliohyracidae
Pliohyracidae — родина ссавців ряду Даманоподібні (Hyracoidea), що відома тільки у складі вимерлих фаун.

## Поширення у просторі й часі
Родина існувала з еоцену по пліоцен (56-2,5 млн років тому). Була поширена в Євразії та Африці. Серед представників родини були як водні, так і наземні види.

## Класифікація Pliohyracidae
- підродина Geniohyinae
  - Seggeurius
  - Geniohyus

- підродина Saghatheriinae
  - Microhyrax
  - Meroehyrax
  - Selenohyrax
  - Bunohyrax
  - Pachyhyrax
  - Megalohyrax
  - Saghatherium
  - Thyrohyrax

- підродина Titanohyracinae
  - Antilohyrax
  - Titanohyrax

- підродина Pliohyracinae
  - Sogdohyrax
  - Kvabebihyrax
  - Prohyrax
  - Parapliohyrax
  - Pliohyrax — типовий рід родини Pliohyracidae.
  - Postschizotherium